# 小草野隆吉
小草野 隆吉（おぐさの たかよし）は、戦国時代の武将。海野氏の家臣。奥座隆在とも。

## 略歴
元は春原氏（須野原氏）。丹治氏の末裔（武蔵七党の丹党）で、祖先は武蔵国から信濃国に移って海野氏に仕えたという。
当初は海野棟綱に仕えていたが、天文10年（1541年）の海野平の戦いで武田信虎・村上義清連合軍に敗れて四散した。その後、武田信玄に仕えた海野氏傍流の真田幸隆に従う。特に村上義清攻めでは、弟・春原惣左衛門と共に村上方に偽装投降して、家中霍乱に大きく貢献した。
永禄4年（1561年）、海野氏の名跡を継承した海野信親の家老職に抜擢された。